# کوووجانژ-ربیه
کوووجانژ-ربیه (به لهستانی:  Kołodziąż-Rybie) یک روستا در لهستان است که در گمینا سادوونه واقع شده‌است.